# Кубанский шлем

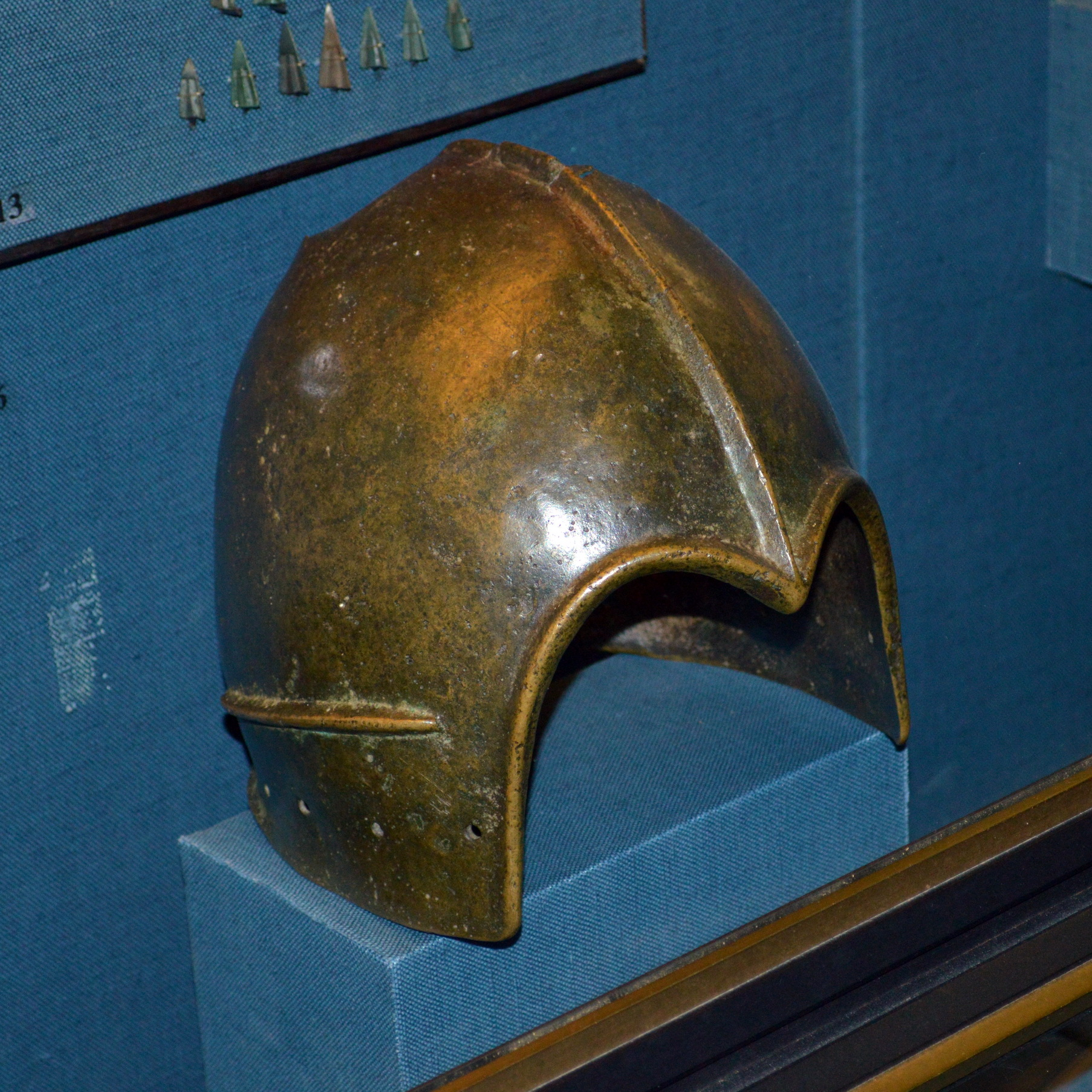
Шлем кубанского типа, 7-5 век до н.э.

Кубанские шлемы — тип шлемов, использовавшихся скифами и некоторыми другими народами. Назван так, поскольку большинство находок из Кубани.
Данные шлемы отливались из бронзы. Они отличались полусферической «котловидной» формой. Спереди был вырез в виде двух дуг, сходящихся в угол на переносице. Сзади тоже иногда был небольшой прямоугольный вырез. На макушке шлема могло быть небольшое коническое возвышение, либо кольцо; иногда спереди назад шёл небольшой гребень, который в ряде случаев мог быть связан с отливкой в форме. Иногда также по бокам и сзади были выпуклые декоративные валики. По краям шлема пробивались отверстия, которые служили для крепления подшлемника, а также чешуйчатой бармицы (или же наушей с назатыльником) на кожаной или войлочной основе. В среднем высота шлемов составляла 15—21 см, длина и ширина — 17—18 см, толщина металла могла достигать 3,0—3,5 мм, вес — 1,6—1,9 кг. Данные шлемы, скорее всего, отливались в трёхсоставных формах, включавших одну внутреннюю и две симметричные внешние части.
Находки кубанских шлемов, помимо Кубани, имеются в Средней Азии, Поволжье, Алтае. Их точное время появления неизвестно. Черненко датирует его VIII веком до н. э.. У скифов они имели хождение до VI века до н. э.. Позднее они иногда переделывали в «кубанском» стиле импортные шлемы Древней Греции. В VI—V веках до н. э. кубанские шлемы использовались саками. Шлемы, аналогичные кубанским, также найдены на территории Монголии и Китая. В результате различных модификаций кубанских шлемов получилось много новых типов. В частности, по мнению Горелика, сакские шлемы кубанского типа в первые века н. э. стали прототипом для некоторых парфянских шлемов и шлемов хунну; а модификации, выполненные из железа, получили распространение по всей Центральной и Восточной Азии.